# Nihoa maior
Nihoa maior là một loài nhện trong họ Barychelidae. Loài này phân bố ờ New Guinea.